# きくちさかえ
きくち さかえ（1956年 - )は、日本のリプロダクティヴヘルスケア研究者。
東京都出身。一般社団法人社会デザイン研究所特別研究員。博士（社会デザイン学）。

## 著作

### 著書
- 「世界お産」二見書房　2019年
- DVDbook「みんなのお産」現代書館　2014年
- 「お産のレシピ」学陽書房　2009年
- 「マタニティYOGA」現代書館　2006年
- 「卵子ストーリー」小学館　2004年
- 「マタニティ・ヨーガ安産BOOK」現代書館　2004年
- 「うまれるいのち　つながるいのち」（性教育絵本）実業之日本社　2003年
- 「産むかもしれないあなたへ」NECメディアプロダクツ　2001年
- 「イブの出産、アダムの誕生」農文協　1998年
- 「お産がゆく」農文協　1992年ほか

### 共著
- 「産み育てと助産の歴史」医学書院 　2016年
- 「世界の出産」勉誠出版　2011年
- 「にっぽんの助産婦　昭和のしごと」REBORN  2008年ほか

### 論文
- 「大災害後の地域助産師による妊産婦支援活動と助産師会の役割  〜福島県避難指示区域から避難した母親とそれを支援した医療従事者への調査を事例に」日本助産学会2019
- 「福島第一原発事故がもたらしたリプロダクションへの影響と課題 〜避難地域から避難 した妊産婦の語りを事例に」立教大学社会デザイン研究紀要2019
- 「女子刑務所における妊婦とその子どもへの支援　〜法務省への政策提言の試み」21世紀社会デザイン学会誌2012
- 「変容する『出産身体』　―出産体験者の語りを事例として」立教大学大学院21世紀社会デザイン研究科博士論文2009ほか

### 訳書
- 「マタニティ・ヨーガ」現代書館　1988年

### 共訳書
- 「シーラおばさんの妊娠と出産の本」農文協　1994年
- 「ニュー・アクティブ・バース」現代書館　1993年
- 「バース・リボーン」現代書館　1991年
- 「アクティブ・バース」現代書館　1989年